# Itapiranga (kommun i Brasilien, Amazonas)
Itapiranga är en kommun i Brasilien.   Den ligger i delstaten Amazonas, i den centrala delen av landet, 1 900 km nordväst om huvudstaden Brasília. Antalet invånare är 8 200.
I omgivningarna runt Itapiranga växer i huvudsak städsegrön lövskog. Runt Itapiranga är det mycket glesbefolkat, med 2 invånare per kvadratkilometer.